# Коптська архітектура

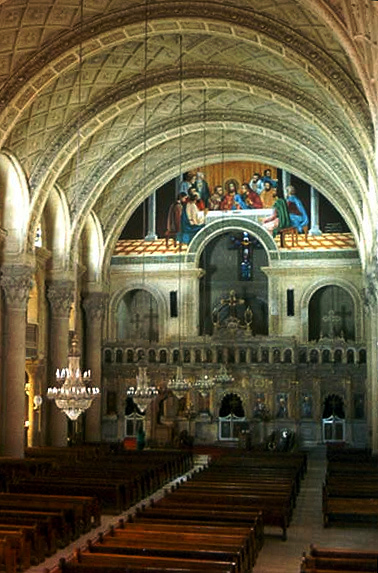
Коптський собор Святого Марка в Олександрії

Коптська архітектура — це архітектура коптських християн, які становлять християн в Єгипті.
Існує також багато старовинних монастирів, таких як монастир Святого Антонія. Стародавні церкви мають важливу історичну цінність для коптської православної церкви.

## Походження та вплив

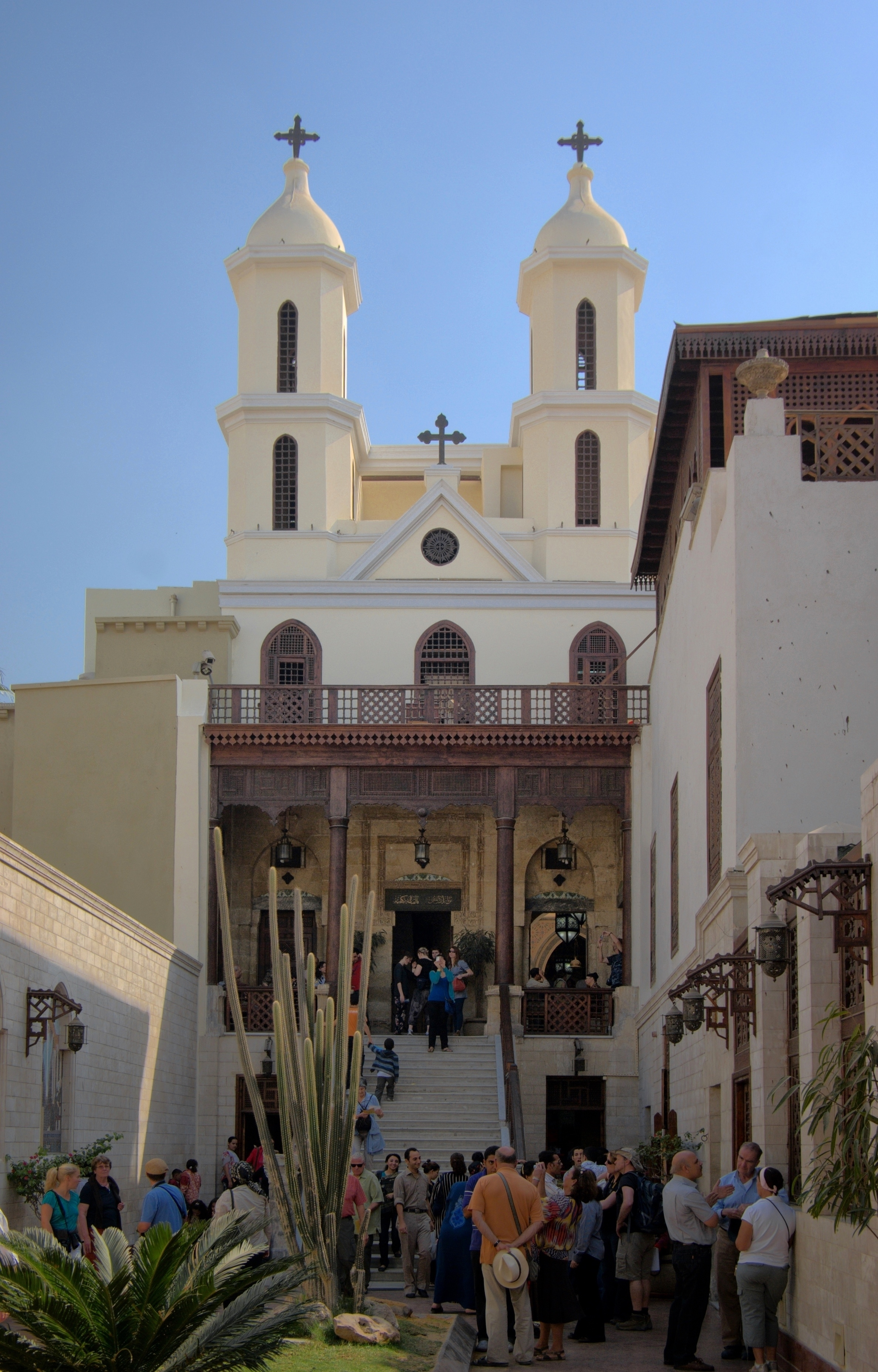
Висяча церква — це найвідоміша в Каїрі коптська церква.

Деякі авторитети прослідковують витоки цієї архітектури до давньоєгипетської архітектури. Інші бачать, що найдавніші коптські церкви прогресують, як і візантійська та римська церкви.
Таким чином, з самого початку коптська архітектура поєднала єгипетські будівельні традиції та матеріали з греко-римським та християнсько-візантійським стилі.
Протягом двох тисяч років ця архітектура включала єгипетський, греко-римський, візантійський та західноєвропейський стилі.
Пізніше коптське мистецтво та архітектура також включали мотиви, натхненні ісламськими стилями. 

## Особливості
Коптська церква відірвалася від інших православних церков та римо-католицької церкви в 451 р. Більшість будівель невеликі, консервативні за дизайном. Вони мають тенденцію до масивного будівництва, що частково є єгипетським смаком, що вижив з фараонічного періоду.

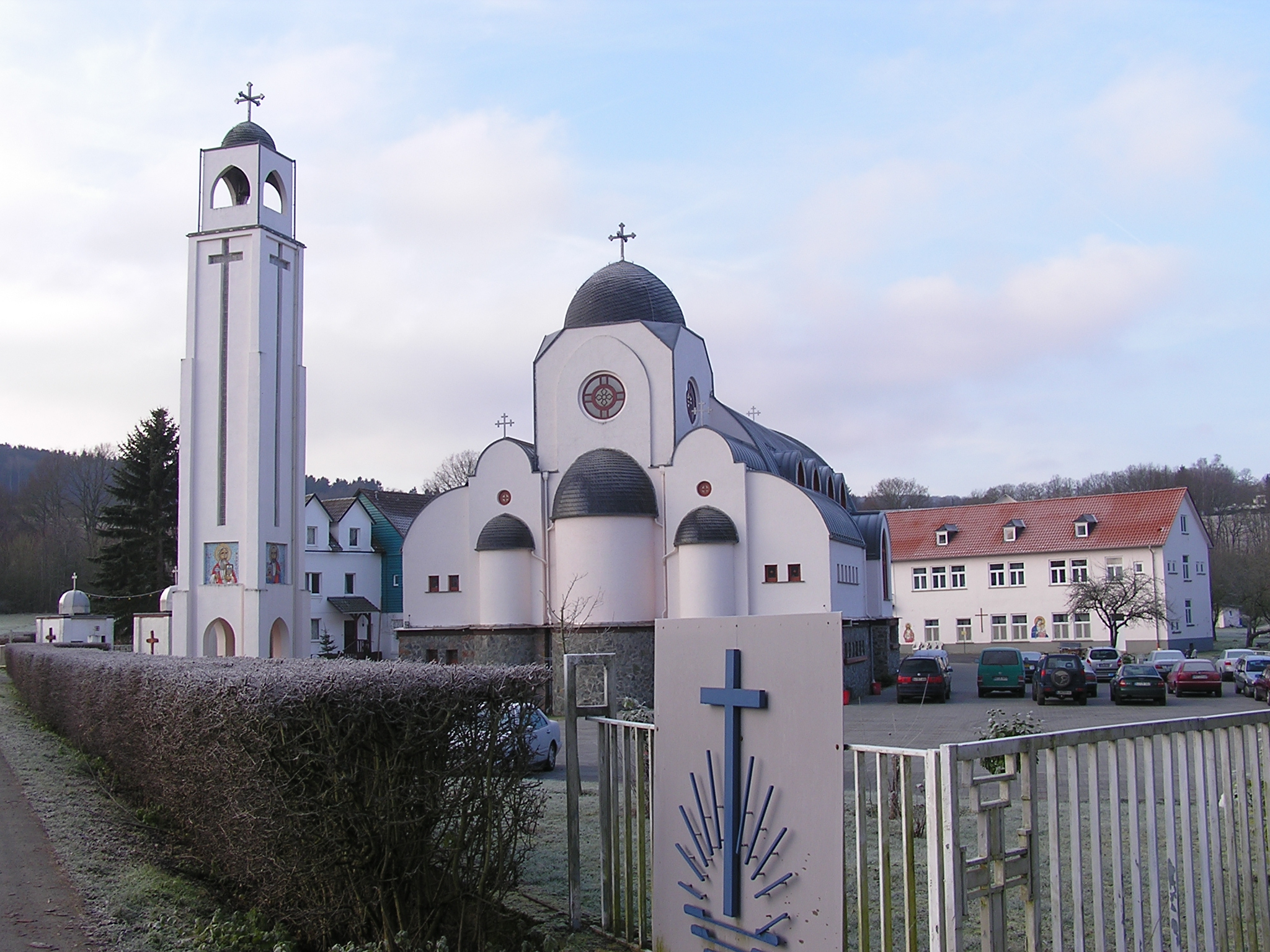
Монастир Святого Антонія в Німеччині.

Задовго до перерви 451 року єгипетське християнство започаткувало чернецтво, і багато громад було створено у віддалених місцях.
Незважаючи на розрив з іншими церквами, аспекти розвитку коптських церков були паралельними з православ'ям.
Особливо між завоюванням мусульман і XIX століттям, фасад коптських міських церков, як правило, простий і стриманий.Подібно монастирі були обгороджені високими глухими стінами, щоб захищати пустелі в середні віки. Однак внутрішньо церкви можуть бути прикрашені вишукано.
Багато монастирів та церков, розкиданих по всьому Єгипту, побудовані з мурної цегли на плані базиліки. Зазвичай вони мають важкі стіни та колони.Куполи невеликі порівняно з візантійськими церквами.

### Іконостас

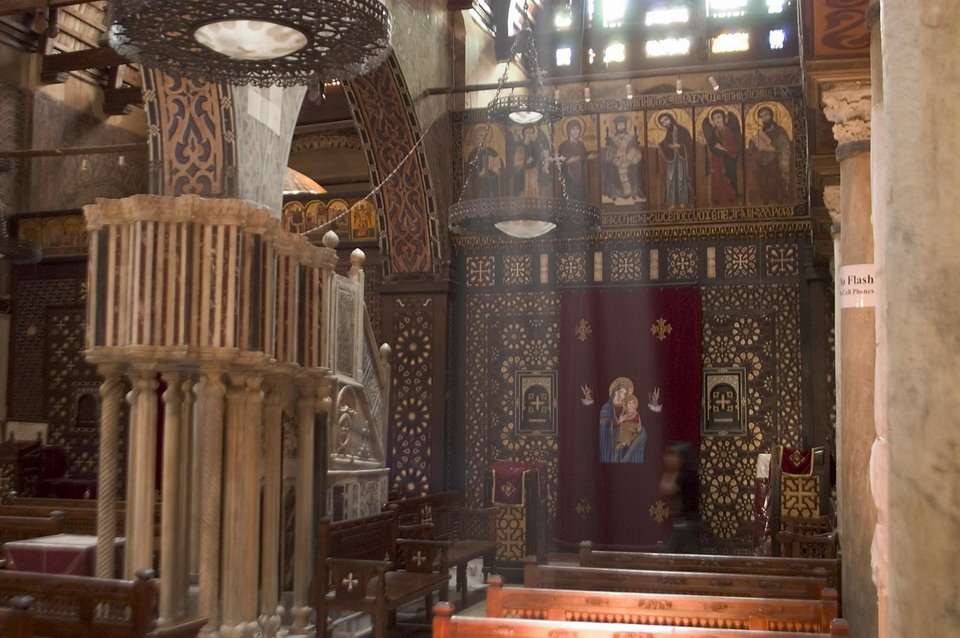
Амбон та зріз іконостасу всередині Висячої церкви в Каїрі

Екран, відомий як іконостас, що відокремлює святиню від корпусу церкви, є однією з головних особливостей церкви. Коптський іконостас, як правило, менш повно складається з ікони, ніж східно-православний. Дуже часто це ажурний екран, виготовлений з чорного дерева. Вони можуть бути у геометричних візерунках.
Іконостас церкви Святої Марії в Харат-Зевілі, перебудований після 1321 року, показує поєднання стилістичних елементів у коптській архітектурі. Основний план — це базиліка.
Є безліч прикладів коптського іконостасу, що передували найдавнішим збереженим аналогам.

### Хуруси

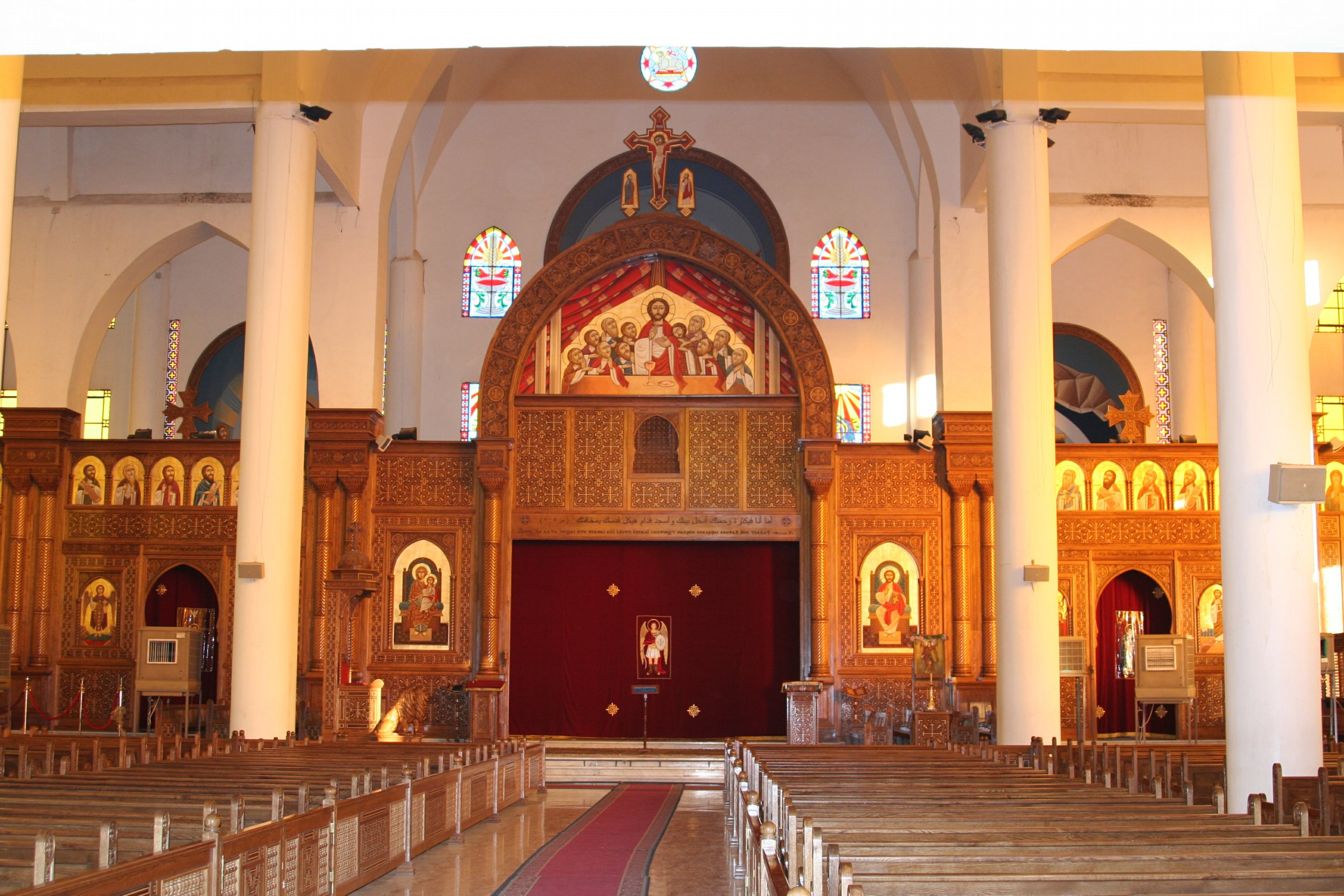
Коптський православний собор Архангела Михаїла в Асуані

Між VII та XII століттями було побудовано багато церков із відмітною коптською рисою — хурус, простір, що проходить по всій ширині церкви.

### Декоративне різьблення
Ранні коптські будівлі містять складні та енергійні декоративні різьблення. Вони пов'язані з рукописами та тканинами, і часто розглядаються як значний вплив.

## Приклади
Архітектура коптських будівель недостатньо документована, вони схильні до занедбаності.Часові архітектурні дослідницькі проекти чекають на ініціацію.
Приклади коптської архітектури включають:
- Руїни собору в Гермополісі, побудовані б. 430–440, в губернаторстві Мінья.
- Білий монастир і Червоний монастир, недалеко від Сухага, мухафаза Сохаг з будівлями з V століття.
- «Коптський Каїрський район» Старого Каїр (Нижній Єгипет), з численними церквами з VII століття і далі, включаючи «Висячу церкву» та церкву Святої Марії ( Haret Elroum).
- Монастирський комплекс в Дейр-ель-Мухаррак (згорілого монастир), недалеко від Ель-Qusiya в Асьют губернаторства (Верхній Єгипет). Створений у IV столітті, з фортецею VI–VII століття та церквами XII, XVI, XIX та XX століть.

## Сучасна коптська архітектура

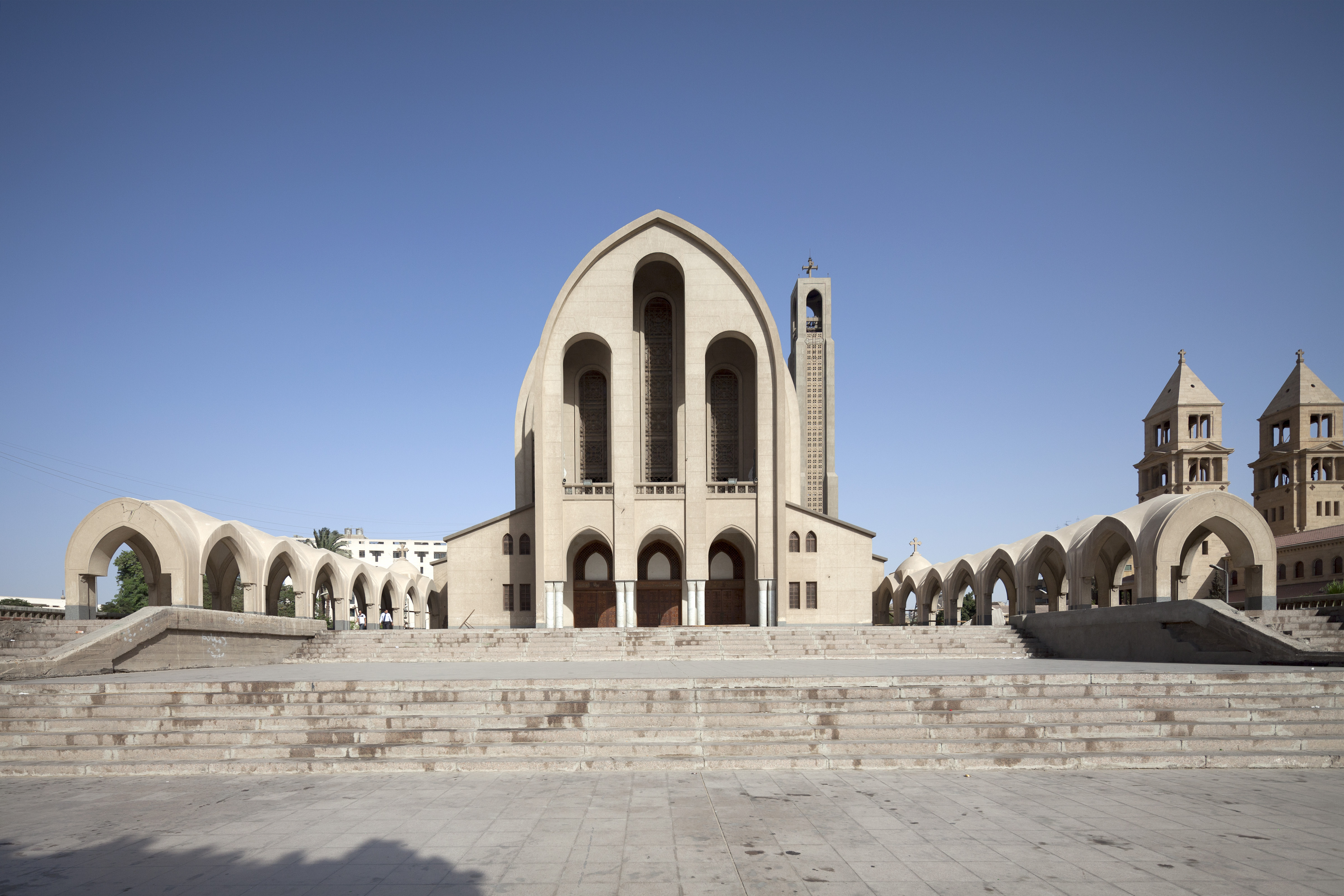
Коптський православний собор Святого Марка в Аббасії, Каїр, відкритий у 1969 році

Європейські архітектурні стилі почали впливати на коптські церкви у XVIII столітті. Прикладами сучасних коптських церков, що мають риси європейських церков.
Знаком початку відродження коптської архітектури став кінець вісімнадцятого століття будівлею коптського православного собору Святого Марка в Азбакеї. Правила, що перешкоджають будівництву нових церков, поступово пом'якшувались у наступні роки послідовними урядами Єгипту, дозволяючи багато церков перебудовувати і будувати нові після більш ніж трьохсот років обмежень.
Сучасні церкви, як правило, дотримуються подібних архітектурних традицій, як традиції старих церков, але, як правило, вони також більші і можуть нести сучасні зручності. Собор Різдва Христового в Каїрі, є найбільшою церквою на Близькому Сході.

## Дивитися також
- Коптське мистецтво
- Рамзес Вісса Вассеф
- Список коптських православних церков у США

## Подальше читання
- Kamil, Jill (1990). Coptic Egypt: History and a Guide (вид. 2nd). Cairo: American University in Cairo. ISBN 977-424-242-4.